# Westminster (Ohio)
Westminster é uma comunidade não incorporada no oeste de Auglaize Township, Allen County, Ohio, Estados Unidos. Encontra-se ao longo da State Route 117 ao norte de sua interseção com a State Route 196, 6½ milhas (10½ km) ao norte de Waynesfield e12.1 km (7 1⁄2 mi)  a sudeste da parte central da cidade de Lima,  a sede do condado de Allen County. O curso superior do rio Auglaize passa pela comunidade.
Westminster faz parte da Área Estatística Metropolitana de Lima.
Westminster é o lar da Rudolph Foods, um grande produtor de torresmo.

## História
Westminster foi banhado em 1834. Um correio chamado Westminster foi estabelecido em 1837 e permaneceu em operação até 1944.